# Eurowag
W.A.G. payment solutions, bekannt unter dem Markennamen Eurowag, ist ein tschechisches Unternehmen, das die Lösungen für Transportunternehmen und Straßentransport anbietet. Es wurde 1995 vom heutigen Mehrheitseigentümer und Vorstandsvorsitzenden Martin Vohánka gegründet und beschäftigt mehr als 1000 Mitarbeiter aus 30 Nationen in insgesamt 18 Niederlassungen in Europa. Die Dienstleistungen des Unternehmens werden von Spediteuren für das Management von mehr als 100.000 Lkw in 30 europäischen Ländern genutzt. Das Betriebsergebnis von EBITDA belief sich im Jahr 2020 auf 1,4 Milliarden CZK. Eurowag ist seit Oktober 2021 auf der Börse in London, London Stock Exchange, vertreten und Bestandteil des FTSE 250 Index.

## Geschichte
Die Geschichte von Eurowag geht auf das Jahr 1995 zurück, als Martin Vohánka die W.A.G. group GmbH in seiner Heimatstadt Most gründete. Im Jahr 2000 zog das Unternehmen von Most nach Prag um und erweiterte sein Produktportfolio um die Eurowag-Tankkarte. Mit Wirkung vom 1. Januar 2001 hat die neu gegründete W.A.G. payment solution, AG alle Verbindlichkeiten und Vermögenswerte der W.A.G. group GmbH übernommen. Im Jahr 2005 eröffnete Eurowag den ersten Lkw-Park in der Tschechischen Republik. Ein Jahr später betrat Eurowag die ersten ausländischen Märkte. Im Jahr 2007 wurde das Dienstleistungsportfolio um das Bezahlen von Mautgebühren erweitert. Im Jahr 2015 verkaufte Martin Vohánka ein Drittel des Unternehmens an TA Associates mit Sitz in Boston, einen führenden globalen Private-Equity-Fonds.

## Akquisitionen
Im Jahr 2014 erwarb Eurowag Česká logistická, später umbenannt in Reamon -Tax, ein Unternehmen, das sich mit Steuerrückerstattungen innerhalb der EU befasst. Es folgten eine Reihe von Akquisitionen, wie die Übernahme von Princip, AG, einem Unternehmen, das im Bereich der Kfz-Telematik tätig ist, oder Sygic, einem slowakischen Unternehmen, das Offline-Navigation anbietet. Im Jahr 2019 erwarb Eurowag eine Mehrheitsbeteiligung an ADS, einem spanischen Unternehmen, das auf dem spanischen und portugiesischen Tankkartenmarkt tätig ist. 2021 fusionierte Eurowag mit Last Mile Solutions, einem niederländischen Unternehmen, das Dienstleistungen für Elektromobilität anbietet.